# Give Me Love (bài hát của Ed Sheeran)
"Give Me Love" là bài hát của ca sĩ-nhạc sĩ người Anh Ed Sheeran. Bài hát được phát hành vào ngày 21 tháng 11 năm 2012 với tư cách là đĩa đơn thứ sáu và cuối cùng trích từ album phòng thu đầu tay của anh +. Bài hát được sáng tác bởi Ed Sheeran, Jake Gosling và Chris Leonard. Tính đến nay bài hát đạt cao nhất ở vị trí thứ 18 trên UK Singles Chart. Bài hát được sử dụng trong tập 14 (có tên gọi "Dangerous Liaisons"), mùa thứ ba của loạt phim truyền hình The Vampire Diaries trên kênh The CW. Bài hát cũng được sử dụng trong tập 5660 của phim Home and Away và trong tập 6 mùa thứ tư của phim Cougar Town.
Để quảng bá bài hát, Ed Sheeran thực hiện một video âm nhạc do Emil Nava đạo diễn vào ngày 9 tháng 11 năm 2012 trên kênh VEVO của anh trên YouTube. Nhờ video đó, anh đạt thứ hạng tốt trên các bảng xếp hạng tại Australia và New Zeeland, cùng với đó là chứng nhận bạch kim tại hai quốc gia này.

## Biểu diễn trực tiếp
Vào ngày 11 tháng 11 năm 2012, Ed Sheeran biểu diễn bài hát trên The X Factor trong buổi công bố kết quả tuần thứ 6.

## Các bản cover
Vào ngày 20 tháng 10 năm 2013 ban nhạc Úc Uncle Jed biểu diễn trực tiếp bài hát tại Australia's Got Talent, và nhận được tràng pháo tay tán thưởng từ bốn giám khảo. Nữ diễn viên và ca sĩ người Hoa Kỳ Demi Lovato biểu diễn bài hát tại Capital FM Studios ở London vào ngày 30 tháng 5 năm 2014. Cô cũng biểu diễn bài hát lần nữa tại iHeartRadio Awards 2014 và nhận được sự khen ngợi từ chính Ed Sheeran. 

## Phiên bản +
Trong album "+", "Give Me Love", track cuối cùng, bao gồm cả bài hát The Parting Glass ẩn trong đó, làm ca khúc dài tới 8 phút 46 giây.

## Video âm nhạc
Video âm nhạc của "Give Me Love" do Emil Nava đạo diễn, và được lên sóng vào ngày 9 tháng 11 năm 2012 trên kênh VEVO của Ed Sheeran trên YouTube. Nội dung của video xoay quanh một đêm của một cô gái (do Isabel Lucas đóng) đang cô đơn trong căn phòng của mình. Bỗng nhiên, cô cảm thấy khó chịu kì lạ đằng sau lưng và kết quả là sự xuất hiện của đôi cánh màu trắng. Cô bắt đầu chế tạo một cây cung và vài mũi tên, ra ngoài đường bắn những mũi tên đó vào những ai cô gặp như một thiên thần tình yêu. Sau khi ghép đôi vài cặp trong thành phố, cô tự cắm mũi tên vào chính mình vì cô thấy mình vẫn cô đơn, nhưng nó lại giết chết cô. Sau đó, viên cảnh sát tới khám nghiệm hiện trường. Bất ngờ cô gái hồi sinh và mũi tên phát huy tác dụng sau khi anh chạm vào người cô.

## Danh sách bài hát
| Đĩa đơn CD quảng bá | Đĩa đơn CD quảng bá         | Đĩa đơn CD quảng bá |
| STT                 | Nhan đề                     | Thời lượng          |
| ------------------- | --------------------------- | ------------------- |
| 1.                  | "Give Me Love" (Radio Edit) | 3:57                |

| EP kĩ thuật số | EP kĩ thuật số                                         | EP kĩ thuật số |
| STT            | Nhan đề                                                | Thời lượng     |
| -------------- | ------------------------------------------------------ | -------------- |
| 1.             | "Give Me Love (New Machine Remix)" (với Mic Righteous) | 3:45           |
| 2.             | "Give Me Love (True Tiger Remix)"                      | 3:34           |
| 3.             | "Give Me Love (Xilent Remix)"                          | 3:41           |

## Xếp hạng và chứng nhận
| Bảng xếp hạng (2012–13)           | Vị trí tốt nhất |
| --------------------------------- | --------------- |
| Úc (ARIA)                         | 9               |
| Áo (Ö3 Austria Top 40)            | 68              |
| Bỉ (Ultratop 50 Flanders)         | 38              |
| Bỉ (Ultratip Wallonia)            | 3               |
| Canada (Canadian Hot 100)         | 94              |
| Đức (GfK)                         | 71              |
| Hungary (Rádiós Top 40)           | 36              |
| Ireland (IRMA)                    | 10              |
| Israel (Media Forest)             | 10              |
| Hà Lan (Single Top 100)           | 41              |
| New Zealand (Recorded Music NZ)   | 12              |
| Scotland (OCC)                    | 15              |
| Anh Quốc (OCC)                    | 18              |
| Hoa Kỳ Hot Rock Songs (Billboard) | 20              |

| Bảng xếp hạng (2012)                 | Vị trí |
| ------------------------------------ | ------ |
| UK Singles (Official Charts Company) | 181    |
| Bảng xếp hạng (2013)                 | Vị trí |
| US Hot Rock Songs (Billboard)        | 39     |

## Chứng nhận
| Quốc gia | Chứng nhận  | Số đơn vị/doanh số chứng nhận |
| --- | ----------- | ----------------------------- |
| Úc (ARIA) | 4× Bạch kim | 280.000‡                      |
| Canada (Music Canada) | Vàng        | 40.000*                       |
| Ý (FIMI) | Vàng        | 25.000‡                       |
| New Zealand (RMNZ) | Bạch kim    | 15.000*                       |
| Anh Quốc (BPI) | Vàng        | 400.000‡                      |
| Hoa Kỳ (RIAA) | Bạch kim    | 1.000.000‡                    |
| Stream |             |                               |
| Đan Mạch (IFPI Đan Mạch) | Vàng        | 900,000^                      |
| * Chứng nhận dựa theo doanh số tiêu thụ. ^ Chứng nhận dựa theo doanh số nhập hàng. ‡ Chứng nhận dựa theo doanh số tiêu thụ và phát trực tuyến. |             |                               |

## Lịch sử phát hành
| Quốc gia | Ngày phát hành       | Định dạng       | Hãng đĩa           |
| -------- | -------------------- | --------------- | ------------------ |
| Anh Quốc | 21 tháng 11 năm 2012 | Tải kĩ thuật số | Warner Music Group |